# Elecciones federales en Baja California Sur de 2018
Las Elecciones federales en Baja California Sur de 2018 se llevaron a cabo el domingo 1 de julio, renovándose los titulares de los siguientes cargos de elección popular:
Diputados Federales de Baja California Sur: Dos de ellos electos por mayoría relativa, elegidos en cada uno de los Distritos electorales, mientras que los otros son elegidos mediante representación proporcional. 
Las coaliciones que participan en el estado son "Por México al Frente" y "Juntos Haremos Historia". La coalición federal de "Todos por México" participará dividida en los tres partidos políticos que la conforman, así lo anunciaron los dirigentes estatales de cada fuerza política.

### Diputados federales

División política de los distritos electorales federales en Baja California Sur.

## Congreso de la Unión (Datos locales)
|  | 26.05 % |

|  | 8.66 % |

|  | 1.49 % |

|  | 7.64 % |

|  | 4.65 % |

|  | 2.20 % |

|  | 3.90 % |

|  | 42.70 % |

|  | 2.71 % |

|  | 96.30 % |

|  | 3.70 % |